# Phare de Castro-Urdiales
Le phare de Castro-Urdiales est un phare situé sur les remparts du château Sainte-Anne (es) à Castro-Urdiales, dans la province de Cantabrie en Espagne.
Il est géré par l'autorité portuaire de Santander.

## Description
L'originalité de ce phare est son emplacement car il est situé sur la tour sud-est du château Sainte-Anne. Il mesure 16 m de haut et s'élève à 49 m au-dessus du niveau de la mer.
Identifiant : ARLHS : SPA066 ; ES-00970 - ex-Amirauté : D15136 - NGA : 1964 .

## Histoire
Le phare actuel a été allumé le 19 novembre 1853, sous le règne de la reine Isabelle II. Initialement, il y avait un système d'éclairage basé sur une lampe à huile avec un objectif catadioptrique fixe, autour duquel tournait deux lentilles verticale avec un filtre rouge actionnées par un appareil d'horlogerie. Par la suite, la lampe à huile a été remplacée par une lampe à mèche. En février 1919, un système électrique a été installé ainsi qu'une nouvelle lampe cylindrique. Un premier feu existait dans une petite annexe qui a été détruite lors de la restauration de l'enceinte.
Des travaux récents ont mis en place l'ancien système optique du phare de Adra et une nouvelle installation d'éclairage se composant de plusieurs panneaux rotatifs. Depuis 1953, le phare est équipé d'une corne de brume qui émet, en code Morse la lettre « C » (- · - ·), répété toutes les 60 secondes.
|                       |
| Castillo de Santa Ana |

|          |
| Le phare |

|                         |
| Les phares de Cantabrie |

### Lien connexe
- Liste des phares d'Espagne